# Anthony Cerami

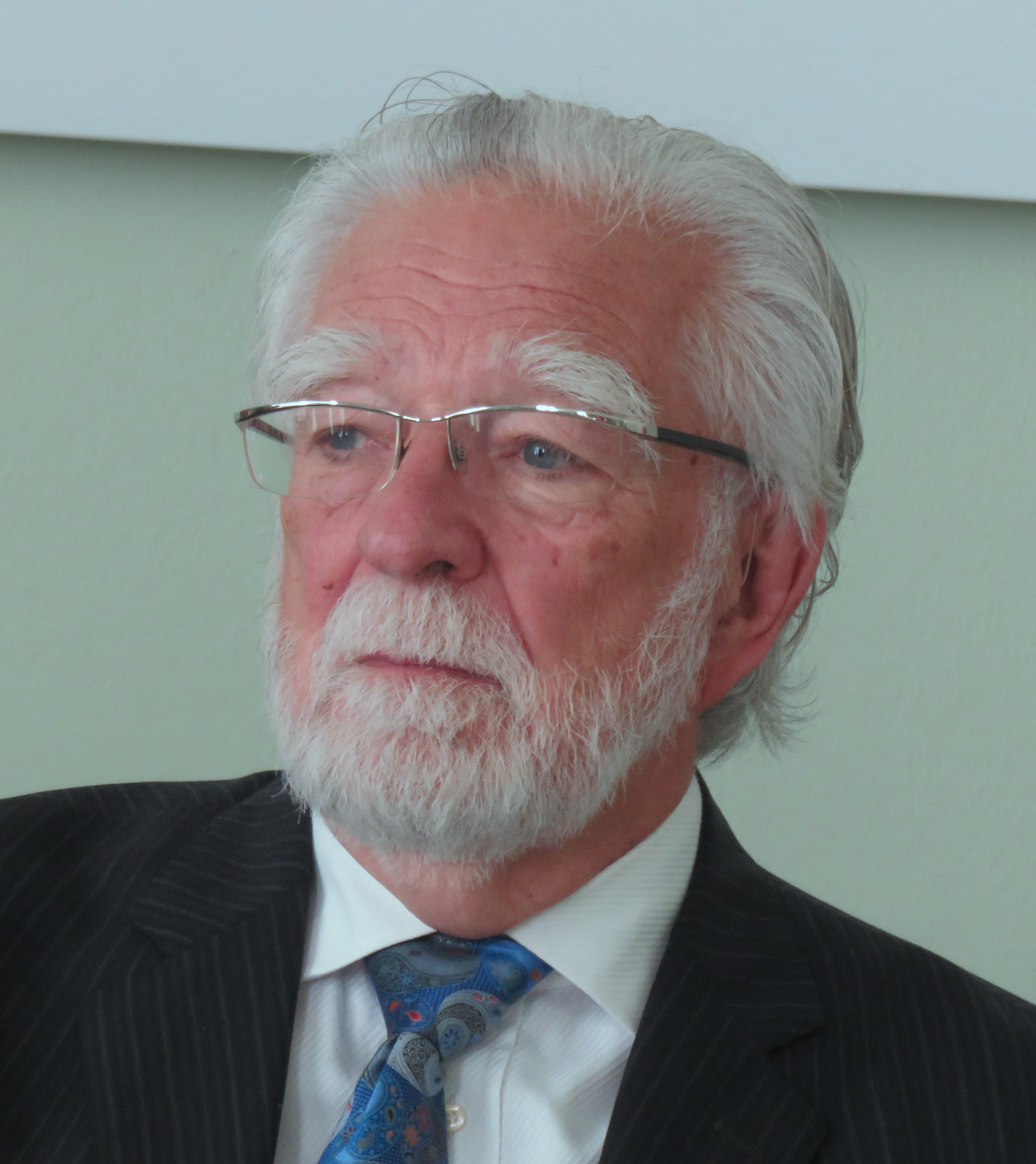
Anthony Cerami, 2018, in Frankfurt am Main

Anthony Cerami (* 1940 in Newark, New Jersey) ist ein US-amerikanischer Biochemiker. Er machte sich um die Erforschung des Tumornekrosefaktors (TNF) verdient.

## Leben
Cerami erwarb 1962 an der Rutgers University jeweils einen Bachelor in Biochemie und in Chemie sowie 1967 an der Rockefeller University einen Ph.D. in Biochemie. Als Postdoktorand arbeitete er am Jackson Laboratory. 1969 erhielt er eine Professur an der Rockefeller University. 1991 wurde er Präsident des Picower Institute for Medical Research der State University of New York, ab 1997 war er Vorsitzender des Aufsichtsrats des Kenneth S. Warren Institute. Seit 2006 ist er Mitglied des Direktoriums des Feinstein Institute for Medical Research und Vorsitzender des Direktoriums des von ihm gegründeten Unternehmens Araim Pharmaceuticals.

## Forschungsarbeiten
Anthony Cerami wunderte sich 1978 während eines Aufenthaltes in Afrika, dass zahlreiche europäische Kühe an Kachexie litten und verendeten, obwohl er in ihrem Blut nur derart sehr wenige Trypanosomen nachweisen konnte, sodass diese nicht die alleinige Ursache der Viehseuche sein konnten. Im Verlauf der folgenden zehn Jahre gelang es ihm und seiner Arbeitsgruppe, ein Protein nachzuweisen und rein darzustellen, das als Kachektin bezeichnet wurde und im Experiment auch bei gesunden Mäusen verlässlich Kachexie herbeiführen konnte. Als es technisch möglich wurde, die Sequenz von Proteinen zu analysieren, stellte sich heraus, dass Kachektin identisch mit dem als Tumornekrosefaktor bekannten Protein war.
Cerami konnte in den folgenden Jahren wesentliche Beiträge zur Pathophysiologie des Tumornekrosefaktors leisten und zeigen, dass es sich um einen Botenstoff des Immunsystems handelt, der unter anderem eine Rolle bei der Entstehung von Autoimmunerkrankungen spielt. Er war an der Entwicklung von monoklonalen Antikörpern gegen TNF beteiligt, aus denen die Arzneimittel Remicaid und Humira entwickelt wurden, die gegen rheumatoide Arthritis, Psoriasis oder Morbus Crohn eingesetzt werden. Er identifizierte Erythropoetin als Gegenspieler von TNF und ist an der Entwicklung von Erythropoetin-Analoga beteiligt, die als Arzneistoffe bei Entzündungen eingesetzt werden sollen. Weitere Arbeiten Ceramis befassen sich mit Diabetes mellitus und dem Altern sowie mit der Kachexie bei bestimmten Infektionskrankheiten. Cerami ist Inhaber von mehr als 150 Patenten und Autor von mehr als 500 wissenschaftlichen Publikationen. Er hat laut Datenbank Scopus (Stand Mai 2024) einen h-Index von 140.
1991 wurde Cerami Mitglied der National Academy of Sciences, 2001 der American Academy of Arts and Sciences. 1999 erhielt er die Banting-Medaille der American Diabetes Association, für 2018 wurde ihm – gemeinsam mit David Wallach – der Paul-Ehrlich-und-Ludwig-Darmstaedter-Preis zugesprochen. Cerami erhielt 2006 Ehrendoktorate von der Johann Wolfgang Goethe-Universität Frankfurt am Main und der State University of New York sowie 2011 von der Jichi Medical University (Japan).

## Veröffentlichungen
- A Forty-Year Odyssey in the Sea of Translational Medicine, in: Proceedings of the American Philosophical Society, Vol. 158, No. 4 (December 2014), pp. 400–410.